# Prix Hans-Werner-Henze
Le Prix Hans-Werner-Henze (en allemand : Hans-Werner-Henze-Preis) est un prix de musique, qui est décerné par l'Association régionale de Westphalie-Lippe (Landschaftsverband Westfalen-Lippe) depuis 1959 tous les six ans. Depuis 2001, il porte le nom du gagnant du prix Hans Werner Henze. Il s'appelait auparavant Westfälischer Musikpreis. Ce prix honore les musiciens qui se sont fait remarquer par des «réalisations exceptionnelles». Le prix est doté d'une somme de 12 800 €.
Le Hans-Werner-Henze-Preis est l'un des cinq prix, décerné régulièrement par l'Association régionale de Westphalie-Lippe à des artistes et chercheurs. Les autres prix sont: le Annette-von-Droste-Hülshoff-Preis (prix de littérature de Westphalie) décerné depuis 1953 tous les deux ans, le Konrad-von-Soest-Preis (prix artistique de Westphalie), décerné depuis 1954 tous les deux ans, le Karl-Zuhorn-Preis décerné depuis 1979 tous les trois ans et le Förderpreis für Westfälische Landeskunde décerné chaque année depuis 1983.

## Lauréats
- 1959 : Johannes Driessler
- 1965 : Giselher Klebe
- 1977 : Walter Steffens
- 1983 : Rudolf Mors (de)
- 1989 : Michael Denhoff (en)
- 1995 : Hans Werner Henze
- 2001 : Matthias Pintscher[1]
- 2007 : Stefan Heucke (de)[2]
- 2013 : Enno Poppe[3]
- 2019 : Robin Hoffmann (en)[4]